# Иванишин, Владимир Георгиевич
Владимир Георгиевич Иванишин (1908—1941) — советский композитор, автор первой чувашской симфонии и первой чувашской оперы. Заслуженный деятель искусств Чувашской АССР (1940).

## Биография
Владимир Иванишин родился 10 июня (по н. с.) 1908 года в Санкт-Петербурге в русской семье. В 1925 году окончил в Ленинграде школу-девятилетку. В 1927 году окончил музыкальную школу им. Чайковского Выборгского района по классу фортепиано преподавателя А. Г. Энгеля. Параллельно брал частные уроки у композитора С. В. Панченко. В 1927 году поступил на композиторский факультет Ленинградской консерватории. В 1931 году окончил консерваторию по классу профессора М. О. Штейнберга. В начале карьеры им были написаны камерно-инструментальные сочинения, музыка к драматическим спектаклям. Среди таких произведений — четырёхчастная сюита «Тени на стене», шестичастная «Танцевальная сюита» для фортепиано.
В 1935 году Иванишин впервые посетил Чебоксары на празднование юбилея Чувашской АССР. Там он познакомился с чувашскими народными песнями, позднее начал изучать чувашский язык. Наркомпрос Чувашской АССР сделал ему творческий заказ — написать первую чувашскую симфонию. Работу над симфонией, названной «Чувашской», композитор завершил в марте 1936 года. Симфония исполнялась в 1936 году Ленинграде и в 1937 году — в Чебоксарах. В этой симфонии композитор использовал элементы народных чувашских песен. Иванишин работал над первой чувашской оперой по поэме Константина Иванова «Нарспи» (либретто П. П. Хузангая). Опера была впервые исполнена в 1940 году в Чебоксарах. Критики так отзывались об этом произведении: «Оперу Иванишина „Нарспи“ можно назвать выдающимся произведением, двигающим на большой шаг вперед культуру чувашского народа. Сегодня можно смело сказать: чувашская опера это не мечта, а реальность. Первая народная чувашская опера существует!».
После начала Великой Отечественной войны Владимир Иванишин отправился на фронт. Погиб в немецком концлагере 7 ноября 1941 года.